# Giải vô địch bóng đá thế giới các câu lạc bộ 2007
Giải vô địch bóng đá thế giới các câu lạc bộ 2007 là phiên bản thứ tư của giải vô địch bóng đá thế giới các câu lạc bộ được FIFA tổ chức tại Nhật Bản từ ngày 7 đến 16 tháng 12 năm 2007.
Internacional là đương kim vô địch, nhưng không thể bảo vệ chức vô địch sau khi bị loại khỏi vòng bảng Copa Libertadores 2007.
Bảy đội đến từ sáu liên đoàn tham dự giải đấu, đại diện của Italia Milan đánh bại Boca Juniors của Argentina với tỉ số 4–2 ở trận chung kết để trở thành đội thành công nhất trên thế giới về số danh hiệu quốc tế đã giành được (18), và cũng là đội bóng châu Âu đầu tiên vô địch Club World Cup.

## Các đội tham dự
Các đội tham dự được xác định trong năm 2007 thông qua sáu giải đấu lớn cấp châu lục. Đội vô địch của các giải đấu châu lục cấp câu lạc bộ sẽ tham dự Club World Cup 2007. Vào tháng 3 năm 2007, Ủy ban điều hành FIFA đã công bố trận đấu loại trực tiếp giữa đội vô địch OFC Champions League 2007 và đội vô địch J. League 2007 của quốc gia chủ nhà, trái ngược với những năm trước, khi đó đội vô địch châu Đại Dương được trực tiếp tham dự giải đấu. Để tránh sự xuất hiện của hai đội đến từ cùng một quốc gia, đội bóng ngoài Nhật Bản có thành tích tốt nhất tại AFC Champions League sẽ chiếm suất "chủ nhà" nếu một đội bóng Nhật Bản vô địch giải đấu đó, điều này đã xảy ra khi Urawa Red Diamonds vô địch AFC Champions League 2007. Ngoài ra, trận tranh hạng năm đã bị loại bỏ ở phiên bản này.
| Đội                             | Liên đoàn        | Tham dự giải đấu với tư cách          |
| Vào vòng bán kết                | Vào vòng bán kết | Vào vòng bán kết                      |
| ------------------------------- | ---------------- | ------------------------------------- |
| Boca Juniors                    | CONMEBOL         | Vô địch Copa Libertadores 2007        |
| Milan                           | UEFA             | Vô địch UEFA Champions League 2006–07 |
| Vào vòng tứ kết                 |                  |                                       |
| Étoile du Sahel                 | CAF              | Vô địch CAF Champions League 2007     |
| Pachuca                         | CONCACAF         | Vô địch CONCACAF Champions' Cup 2007  |
| Urawa Red Diamonds              | AFC              | Vô địch AFC Champions League 2007     |
| Play-off giành quyền vào tứ kết |                  |                                       |
| Sepahan                         | AFC              | Á quân AFC Champions League 2007†     |
| Waitakere United                | OFC              | Vô địch OFC Champions League 2007     |

† Sepahan nhận suất của chủ nhà Nhật Bản do đội vô địch AFC Champions League 2007 đến từ Nhật Bản.

## Địa điểm
Tokyo, Yokohama và Toyota là ba địa điểm phục vụ cho FIFA Club World Cup 2007.
| Sân vận động Quốc tế Yokohama                                                   | Sân vận động Quốc gia                           | Sân vận động Toyota                                  |
| 35°30′36,16″B 139°36′22,49″Đ / 35,5°B 139,6°Đ                                   | 35°40′41″B 139°42′53″Đ / 35,67806°B 139,71472°Đ | 35°05′4,02″B 137°10′14,02″Đ / 35,08333°B 137,16667°Đ |
| Sức chứa: 72.327                                                                | Sức chứa: 57.363                                | Sức chứa: 45.000                                     |
|                                                                                 |                                                 |                                                      |
| YokohamaTokyoToyotaGiải vô địch bóng đá thế giới các câu lạc bộ 2007 (Nhật Bản) |                                                 |                                                      |

## Các trận đấu

### Play-off giành quyền vào tứ kết
| Sepahan                              | 3–1      | Waitakere United  |
| ------------------------------------ | -------- | ----------------- |
| E. Mohammed 3', 4' · Abdul-Wahab 47' | Chi tiết | Aghili 74' (l.n.) |

### Tứ kết
| Étoile du Sahel | 1–0      | Pachuca |
| --------------- | -------- | ------- |
| Narry 85'       | Chi tiết |         |

| Sepahan    | 1–3      | Urawa Red Diamonds                             |
| ---------- | -------- | ---------------------------------------------- |
| Karimi 80' | Chi tiết | Nagai 32' · Washington 54' · Aghili 70' (l.n.) |

### Bán kết
| Étoile du Sahel | 0–1      | Boca Juniors |
| --------------- | -------- | ------------ |
|                 | Chi tiết | Cardozo 37'  |

| Urawa Red Diamonds | 0–1      | Milan       |
| ------------------ | -------- | ----------- |
|                    | Chi tiết | Seedorf 68' |

### Tranh hạng ba
| Étoile du Sahel                       | 2–2      | Urawa Red Diamonds                 |
| ------------------------------------- | -------- | ---------------------------------- |
| Ben Frej 5' (ph.đ.) · Chermiti 75'    | Chi tiết | Washington 35', 70'                |
| Loạt sút luân lưu                     |          |                                    |
| Nafkha · Ghezal · Ben Nasser · Traoui | 2–4      | Washington · Abe · Nagai · Hosogai |

### Chung kết
| Boca Juniors                       | 2–4      | Milan                                   |
| ---------------------------------- | -------- | --------------------------------------- |
| Palacio 22' · Ambrosini 85' (l.n.) | Chi tiết | Inzaghi 21', 71' · Nesta 50' · Kaká 61' |

## Các cầu thủ ghi bàn
| 3 bàn - Washington (Urawa Red Diamonds) 2 bàn - Filippo Inzaghi (Milan) - Emad Mohammed (Sepahan) 1 bàn - Abdul-Wahab Abu Al-Hail (Sepahan) - Saber Ben Frej (Étoile du Sahel) - Neri Cardozo (Boca Juniors) - Mohamed Amine Chermiti (Étoile du Sahel) - Kaká (Milan) | 1 bàn - Mahmoud Karimi (Sepahan) - Yuichiro Nagai (Urawa Red Diamonds) - Moussa Narry (Étoile du Sahel) - Alessandro Nesta (Milan) - Rodrigo Palacio (Boca Juniors) - Clarence Seedorf (Milan) 1 bàn phản lưới nhà - Massimo Ambrosini (Milan) 2 bàn phản lưới nhà - Hadi Aghili (Sepahan) |

## Bảng xếp hạng
| Xếp hạng | Đội                | Liên đoàn | ST | T | H | B | BT | BB | HS |
| -------- | ------------------ | --------- | -- | - | - | - | -- | -- | -- |
| 1        | Milan              | UEFA      | 2  | 2 | 0 | 0 | 5  | 2  | +3 |
| 2        | Boca Juniors       | CONMEBOL  | 2  | 1 | 0 | 1 | 3  | 4  | −1 |
| 3        | Urawa Red Diamonds | AFC       | 3  | 1 | 1 | 1 | 5  | 4  | +1 |
| 4        | Étoile du Sahel    | CAF       | 3  | 1 | 1 | 1 | 3  | 3  | 0  |
| 5        | Sepahan            | AFC       | 2  | 1 | 0 | 1 | 4  | 4  | 0  |
| 5        | Pachuca            | CONCACAF  | 1  | 0 | 0 | 1 | 0  | 1  | −1 |
| 7        | Waitakere United   | OFC       | 1  | 0 | 0 | 1 | 1  | 3  | −2 |

## Giải thưởng
| Quả bóng Vàng Adidas Giải thưởng Toyota | Quả bóng Bạc Adidas      | Quả bóng Đồng Adidas           |
| --------------------------------------- | ------------------------ | ------------------------------ |
| Kaká (Milan)                            | Clarence Seedorf (Milan) | Rodrigo Palacio (Boca Juniors) |
| Đội đoạt giải phong cách                |                          |                                |
| Urawa Red Diamonds                      |                          |                                |